# Lucas Pouille
Lucas Pouille (Grande-Synthe, 23 febbraio 1994) è un tennista francese.
Vanta cinque titoli del circuito ATP e la Coppa Davis 2017 vinta con la squadra francese. Il suo miglior risultato nelle prove del Grande Slam è la semifinale agli Australian Open del 2019. Nel marzo 2018 ha raggiunto la 10ª posizione della classifica mondiale.

## Biografia
Nasce da padre francese e madre finlandese e ha due fratelli. Consegue la maturità ES durante la carriera tra gli juniores. La madre Lena Stenlund e il padre Pascal si conoscono nel-Regno Unito e si stabiliscono a Loon-Plage, nei pressi di Dunkerque, e all'inizio comunicano con Lucas anche in inglese. Nei pressi della loro casa viene costruito il circolo di tennis TC Loon-Plage.
Fino all'età di diciotto anni possedeva anche il passaporto finlandese, ma si rifiuta di svolgere il servizio di leva obbligatorio e gli viene tolta la nazionalità. Nel febbraio 2015 lascia Parigi per risiedere e allenarsi a Dubai. È sposato con Clemence, dalla quale nel gennaio del 2021 ha avuto la primogenita Rose.

## Carriera

### Inizi e risultati da juniores
Inizia a giocare a otto anni nel circolo tennis di Loon-Plage, tre anni dopo aderisce al programma di formazione della federazione francese trascorrendo tre anni al polo di Poitiers e tre anni all'INSEP. Nel 2008 si laurea campione di Francia della categoria 13/14 anni. Nel 2010 raggiunge il secondo turno al Roland Garros juniores.
Nel 2011 arriva ai quarti di finale all'Australian Open Juniores, sconfitto dal giocatore di casa Luke Saville. Nel novembre 2011 perde la finale dell'Osaka Mayor's Cup, prestigioso torneo di Grade A. Nel gennaio 2012 raggiunge il 23º posto della classifica di categoria. Guida la Francia alla vittoria nella Coppa europea disputata in Italia. È il suo ultimo impegno con gli juniores, tra i quali ha vinto anche un torneo in singolare e uno in doppio di Grade 4 nell'ITF Junior Circuit.

### 2010-2011: primi tornei da professionista
Fa il suo esordio tra i professionisti nel marzo del 2010 con una vittoria nelle qualificazioni del Challenger di St. Brieuc sul nº 295 del ranking ATP Joseph Sirianni e viene eliminato nell'incontro successivo. In questa stagione e nella successiva i suoi impegni tra i professionisti sono limitati a sporadiche apparizioni. Nel settembre del 2011 vince il primo incontro nel tabellone principale di un torneo professionistico al primo turno del Futures Turkey F25, viene poi eliminato al secondo turno, ma guadagna il suo primo punto nel ranking.

### 2012: due titoli Futures
Nel 2012 gioca soprattutto nel circuito Futures; a maggio disputa la prima finale allo Sweden F3, persa in tre set contro Timo Nieminen. Torna a disputare una finale nel Serbia F14 e perde contro Jozef Kovalik. A ottobre inizia una tournée in America e l'11 novembre conquista il primo titolo da professionista al Futures Mexico F13 di Mérida superando in finale Mathias Bourgue per 6-4, 6-1. La settimana successiva si ripete all'F14, sempre a Mérida, dove inanella la 10ª vittoria consecutiva sconfiggendo in finale Filip Pellwo. Durante la stagione scala 1189 posizioni nel ranking mondiale e a fine anno si piazza alla nº 431.

### 2013: esordio nel circuito maggiore e due titoli Futures
A gennaio, alla sua prima esperienza in una prova del Grande Slam, supera 6-2 6-2 il padrone di casa Samuel Groth, nº 200 del ranking, al primo turno di qualificazione degli Australian Open 2013, ed esce al secondo turno per mano di Ruben Bemelmans. Riceve una wild-card ai tornei di Montpellier e Marsiglia e incassa due sconfitte al primo turno. Ad aprile si aggiudica il Futures Vietnam F3 e a maggio vince i suoi primi incontri in un Challenger a Samarcanda, e nei quarti di finale viene battuto da Pere Riba Madrid.
Con una wild-card fa il debutto nel tabellone principale di un torneo del Grande Slam al Roland Garros, vince il suo primo incontro nel circuito maggiore sconfiggendo Alex Kuznetsov e al secondo turno viene eliminato da Grigor Dimitrov. Fa il suo esordio da professionista sull'erba all'ATP 250 di 's-Hertogenbosch, dove supera per la prima volta le qualificazioni nel circuito maggiore e al primo turno viene battuto da Jérémy Chardy. Esce al secondo turno di qualificazione nella sua prima esperienza agli US Open. Nel Challenger di Kazan si spinge in semifinale dopo avere ottenuto negli ottavi la sua prima vittoria in carriera contro un top 100, il n° 78 del ranking Evgenij Donskoj, risultato con cui entra per la prima volta nella top 200.

### 2014: buoni risultati nei Challenger e terzo turno al Paris Masters

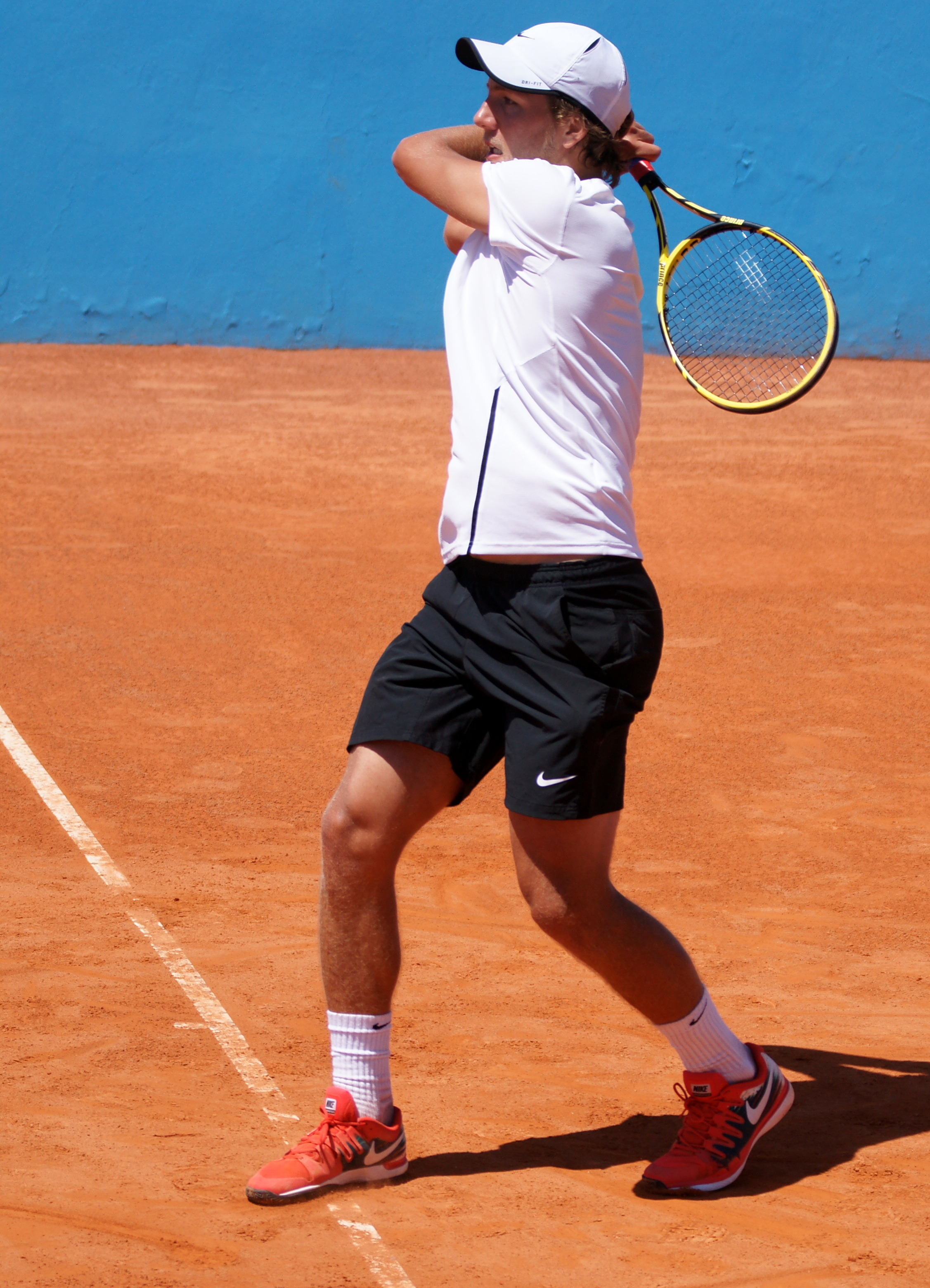
Lucas Pouille a Nizza nel 2014

Sconfitto al primo turno degli Australian Open, nella prima parte della stagione ottiene alcuni discreti risultati nei Challenger e deve quindi osservare una pausa di sei settimane nei mesi di marzo e aprile per un infortunio agli addominali. Alla sua prima esperienza in un torneo Masters 1000, si ferma al primo turno di qualificazione a Madrid. All'ATP 250 di Nizza supera invece il tabellone cadetto battendo nel match decisivo il n° 80 ATP Donald Young ed esce di scena al primo turno, così come al Roland Garros.
A giugno guadagna diverse posizioni nel ranking con le semifinali raggiunte nei Challenger di Arad e Kosice, mentre a Wimbledon esce nelle qualificazioni. Un infortunio al polso lo tiene lontano dai campi a luglio e ad agosto. Al rientro alle gare raggiunge subito la semifinale al Challenger di Stettino, seguita dalla sua prima finale Challenger a Meknès, persa contro Kimmer Coppejans dopo che nei quarti aveva concesso tre soli giochi al n° 63 ATP Pablo Carreño Busta. Nel mese di ottobre ottiene il risultato più significativo di inizio carriera al Masters 1000 di Parigi-Bercy: supera le qualificazioni battendo in due set il nº 41 ATP Steve Johnson e il nº 69 Jarkko Nieminen. All'esordio nel main draw di un Masters 1000 sconfigge 6-1, 6-4 il nº 27 ATP Ivo Karlović, in un incontro che Pouille descrive come "la sua vittoria più bella". Al secondo turno si impone con due tie-break sul n°20 ATP Fabio Fognini, prima di essere eliminato dal n° 2 del mondo Roger Federer. Durante il torneo il suo allenatore evidenzia i progressi compiuti in termini di impegno e capacità di spostamento in campo.

### 2015: due semifinali ATP e top 100
Inizia la stagione 2015 con l’eliminazione nelle qualificazioni ai tornei ATP di Brisbane e Auckland; in quest'ultimo torneo viene ripescato come lucky loser e con le vittorie su Michael Venus e nei quarti su Albert Ramos Viñolas raggiunge la sua prima semifinale ATP, dove viene sconfitto in tre set da Adrian Mannarino. Sale così alla posizione n° 117 della classifica mondiale. Al primo turno degli Australian Open perde in cinque set dal nº 19 ATP Gaël Monfils dopo avere vinto i primi due. Esce al secondo turno a Montpellier e al primo a Dubai.
Al Masters di Monte Carlo entra in tabellone grazie a una wild-card e sconfigge al primo turno il nº 44 ATP Dominic Thiem con il punteggio di 6-4, 6-4. Al secondo si inchina a Rafael Nadal, n°5 del mondo, che gli concede soltanto tre giochi. Il 20 aprile 2015 entra per la prima volta nella Top 100 della classifica mondiale, alla 98ª posizione. Eliminato al primo turno al Roland-Garros, durante il torneo viene ufficialmente annunciata la collaborazione già in corso da diversi mesi tra Pouille e Yannick Noah. Seguono quattro sconfitte consecutive nei tornei sull'erba, l'ultima delle quali a Wimbledon. Il 27 luglio sale all'85º posto della classifica mondiale. Ad Amburgo supera le qualificazioni e raggiunge la sua seconda semifinale ATP senza perdere alcun set superando nell'ordine Íñigo Cervantes, Juan Mónaco e nei quarti di finale batte per la prima volta Benoît Paire. L'accesso alla finale gli viene negato da Fabio Fognini, che lo sconfigge in due set. In classifica sale così alla posizione n° 64.
Eliminato a sorpresa nelle qualificazioni di Winston-Salem dal n° 435 ATP Sekou Bangoura, alla sua prima partecipazione nel tabellone principale degli US Open esce di scena al primo turno. Giunge ai quarti di finale a San Pietroburgo, grazie ai successi su Ričardas Berankis e Jerzy Janowicz e viene eliminato da Roberto Bautista Agut. Inizia la trasferta asiatica uscendo al primo turno a Shenzhen; non supera le qualificazioni a Pechino e a Shanghai. A Mosca sconfigge Daniel Gimeno Traver e nei quarti perde di nuovo contro Bautista Agut. Sconfitto al turno di esordio a Parigi-Bercy, conclude la stagione perdendo la finale al Challenger di Mouilleron-le-Captif contro Benoît Paire al tie-break del terzo set dopo avere sprecato un match-point. Chiude l’anno alla posizione n° 78 del ranking mondiale.

### 2016: quarti a Wimbledon e US Open, 1º titolo ATP e top 20
Inizia la stagione a Brisbane e dopo il successo sul n° 16 del mondo David Goffin si arrende nei quarti a Milos Raonic, futuro vincitore del torneo, che lo eliminerà anche al primo turno degli Australian Open. Nel torneo di doppio del Major australiano, Pouille ottiene in coppia con Adrian Mannarino il suo miglior risultato in questa specialità in una prova del Grande Slam raggiungendo la semifinale, dove vengono battuti da Jamie Murray / Bruno Soares. Alla sua prima esperienza nei Masters 1000 di inizio stagione, a Indian Wells esce di scena al primo turno, mentre a Miami consegue al terzo turno la prima vittoria in carriera contro un top 10 sconfiggendo il n° 8 del mondo David Ferrer e negli ottavi raccoglie un solo gioco contro Gilles Simon.

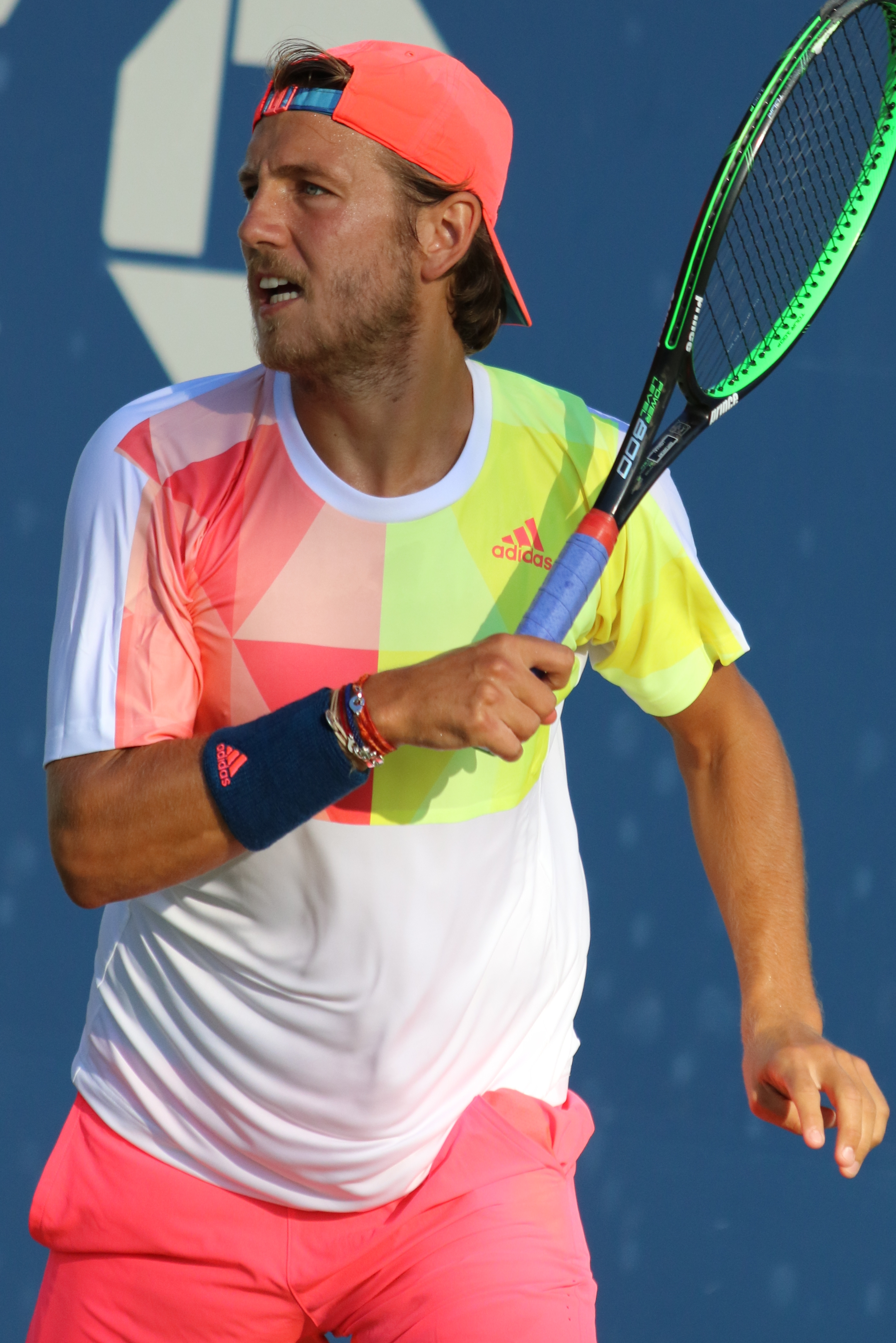
Lucas Pouille agli US Open 2016

Al Masters 1000 di Monte Carlo, al secondo turno batte il n° 10 del mondo Richard Gasquet e negli ottavi perde in due set contro il n° 9 del mondo Jo-Wilfried Tsonga. A Bucarest supera nell'ordine Dušan Lajović, Ivo Karlović e Paolo Lorenzi, battendo in due set Federico Delbonis accede per la prima volta a una finale del circuito maggiore e viene sconfitto da Fernando Verdasco in due set. A Madrid sconfigge nuovamente David Goffin, al tie-break del set decisivo dopo avere annullato quattro match-point, ed esce di scena al secondo turno. Agli Internazionali d'Italia supera Gulbis dopo essere stato in svantaggio di un set e di un break. Negli ottavi sconfigge di nuovo il top 10 David Ferrer e nei quarti sfrutta il forfait di Juan Mónaco. Nella sua prima semifinale di un Masters 1000, il n° 3 del mondo Andy Murray, futuro vincitore del torneo, gli lascia soltanto tre giochi. Grazie a questi risultati entra per la prima volta nella top 50, al 31º posto. Al Roland Garros, prima prova del Grande Slam a cui accede come testa di serie, viene eliminato al secondo turno, ed esce al turno di esordio sull'erba di Stoccarda e Halle. A Wimbledon supera al terzo turno Juan Martín del Potro e, nonostante un infortunio al piede occorsogli all'inizio del secondo set, con la vittoria in cinque set su Bernard Tomić, raggiunge per la prima volta i quarti di finale di uno Slam. La sua corsa si ferma contro il n° 9 del mondo Tomáš Berdych, che lo sconfigge in tre set. A fine torneo fa il suo esordio in Coppa Davis a Třinec nella sfida valida per i quarti di finale vinti dalla Francia sulla Repubblica Ceca e supera in tre set Jiří Veselý.
Vince il suo primo incontro in carriera agli US Open sconfiggendo Michail Kukuškin; elimina poi in cinque set Marco Chiudinelli, Roberto Bautista Agut e negli ottavi il n° 5 del mondo Rafael Nadal, in quella che definisce una "vittoria leggendaria". Nei quarti di finale si arrende a Gaël Monfils in tre partite. Nella semifinale di Coppa Davis persa contro la Croazia a Zara, Pouille viene sconfitto da Marin Cilic e supera Marin Draganja a risultato ormai acquisito in favore dei croati. A Metz elimina Pierre-Hugues Herbert e Julien Benneteau, in semifinale sconfigge nuovamente David Goffin e in finale ha la meglio sul n° 10 del mondo Dominic Thiem con il punteggio di 7-6, 6-2; conquista così il suo primo titolo ATP e si porta alla 16ª posizione del ranking mondiale. All'ATP 500 di Pechino perde negli ottavi da Grigor Dimitrov, mentre allo Shanghai Masters esce di scena al terzo turno per mano di Andy Murray. Il campione scozzese lo elimina anche al secondo turno del Paris Masters e sfuma la possibilità di qualificarsi alle ATP Finals. Chiude l'annata al 15º posto del ranking e i colleghi dell'ATP gli assegnano il premio per il giocatore maggiormente migliorato.

### 2017: vittoria in Davis, tre titoli ATP

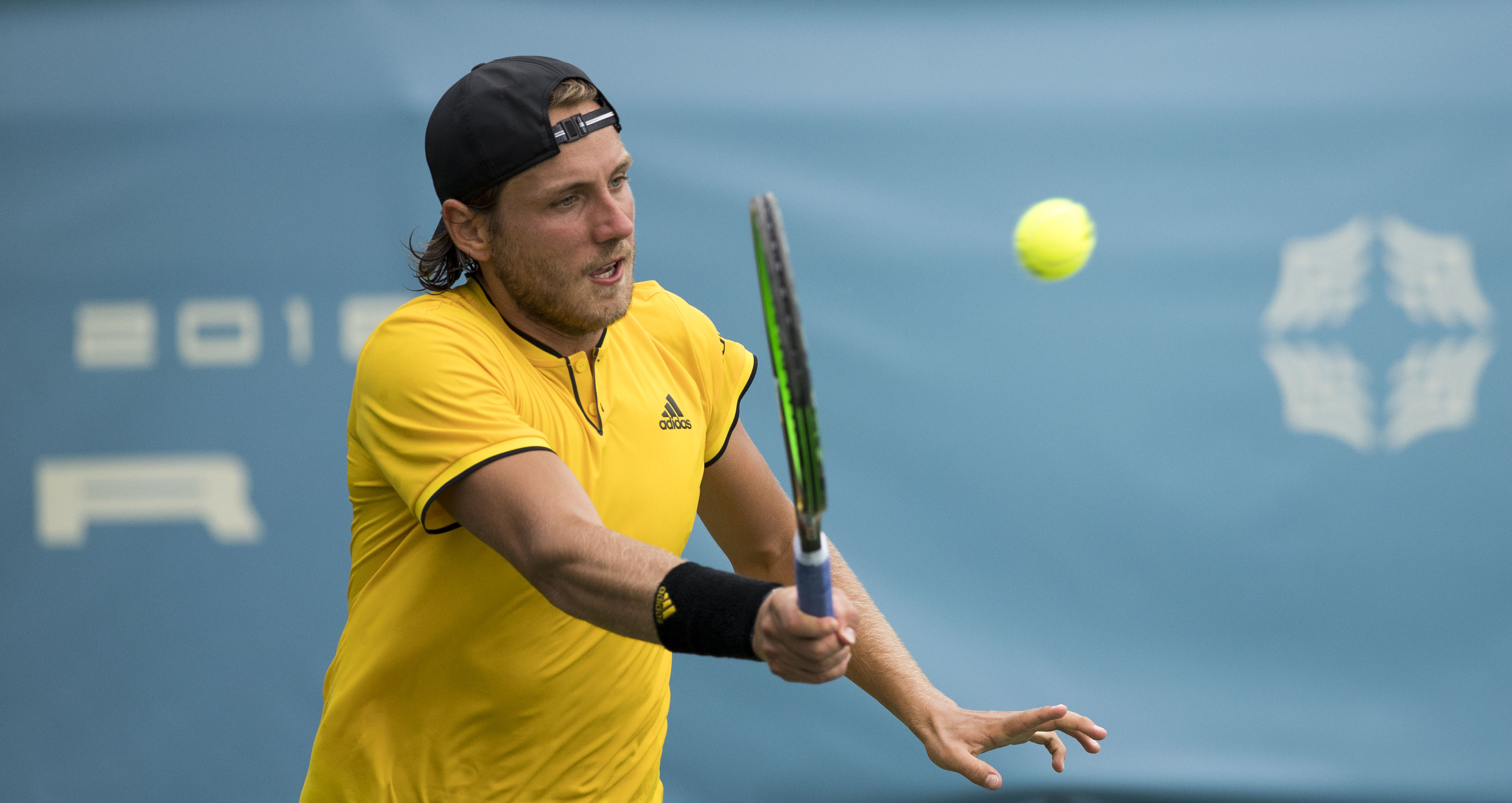
Pouille al Citi Open 2017

A Brisbane durante l'incontro di secondo turno e non supera il primo turno agli Australian Open contro il qualificato Aleksandr Bublik e a Rotterdam. Torna al successo a Marsiglia eliminando nell'ordine Aljaž Bedene, Daniil Medvedev e in semifinale Richard Gasquet. In finale si arrende in due partite a Jo-Wilfried Tsonga. Al successivo ATP 500 di Dubai cede in semifinale a Andy Murray. Vince per la prima volta un incontro al Masters 1000 di Indian Wells sconfiggendo Jan-Lennard Struff e al secondo turno si arrende a Donald Young, che lo elimina anche al turno di esordio a Miami. Nei quarti di finale del Gruppo Mondiale di Coppa Davis vinti per 4-1 contro la Gran Bretagna supera nel primo singolare Kyle Edmund.
A Monte Carlo entra per la prima volta nel tabellone principalein virtù della posizione in classifica, giunge nei quarti di finale senza perdere alcun set e vince in tre parziali contro Pablo Cuevas. In semifinale perde in tre set contro la rivelazione del torneo Albert Ramos Viñolas. A Budapest, dove è accreditato per la prima volta nel circuito maggiore della testa di serie n° 1, vince il suo secondo titolo ATP in carriera superando in finale Aljaž Bedene. Dopo due eliminazioni al primo turno nei Masters 1000 di Madrid e Roma, al primo turno del Roland-Garros si prende la rivincita su Julien Benneteau che l'aveva eliminato l'anno precedente, e al terzo turno si arrende al quinto set a Ramos Viñolas. Sull'erba di Stoccarda supera in rimonta Jan-Lennard Struff, dopo avere salvato un match-point, e nei quarti batte Philipp Kohlschreiber, finalista dell’edizione precedente. In semifinale si impone in due set su Benoît Paire e nel capitolo conclusivo trionfa in tre set su Feliciano López. Non va oltre il secondo turno ad Halle e a Wimbledon.
Eliminato al primo turno a Washington e al Masters 1000 di Montreal, agli US Open cede negli ottavi contro Diego Schwartzman. Nella semifinale di Coppa Davis vinta per 3-1 contro la Serbia perde contro Dušan Lajović. Viene eliminato al primo turno Metz, dove era campione uscente. Al primo turno dell’ATP 500 di Pechino sfiora l'impresa contro il n° 1 del mondo Rafael Nadal, perdendo in tre set dopo avere sprecato due match-point, mentre al Masters 1000 di Shanghai viene battuto al secondo turno da Fabio Fognini. Nei quarti di finale a Vienna sconfigge per la terza volta consecutiva Richard Gasquet, in semifinale perde l’unico set del torneo contro Kyle Edmund e in finale batte per la prima volta in carriera Jo-Wilfried Tsonga, conquistando il quarto titolo ATP in carriera, il primo di categoria ATP 500. Sarà l'unico giocatore a conquistare titoli ATP su tre superfici diverse nel 2017. A Vienna raggiunge anche la semifinale in doppio in coppia con Chačanov. A Parigi-Bercy si ferma agli ottavi di finale contro Jack Sock, futuro vincitore del torneo. Nella finale di Coppa Davis contro il Belgio perde il primo singolare in tre set contro il n° 7 del mondo David Goffin. Con le due formazioni sul 2-2, Pouille regala alla Francia il trionfo vincendo l'incontro decisivo contro Steve Darcis, al quale concede soltanto quattro giochi. Conclude la stagione al 18º posto del ranking.

### 2018:5ºtitolo ATP e Top 10

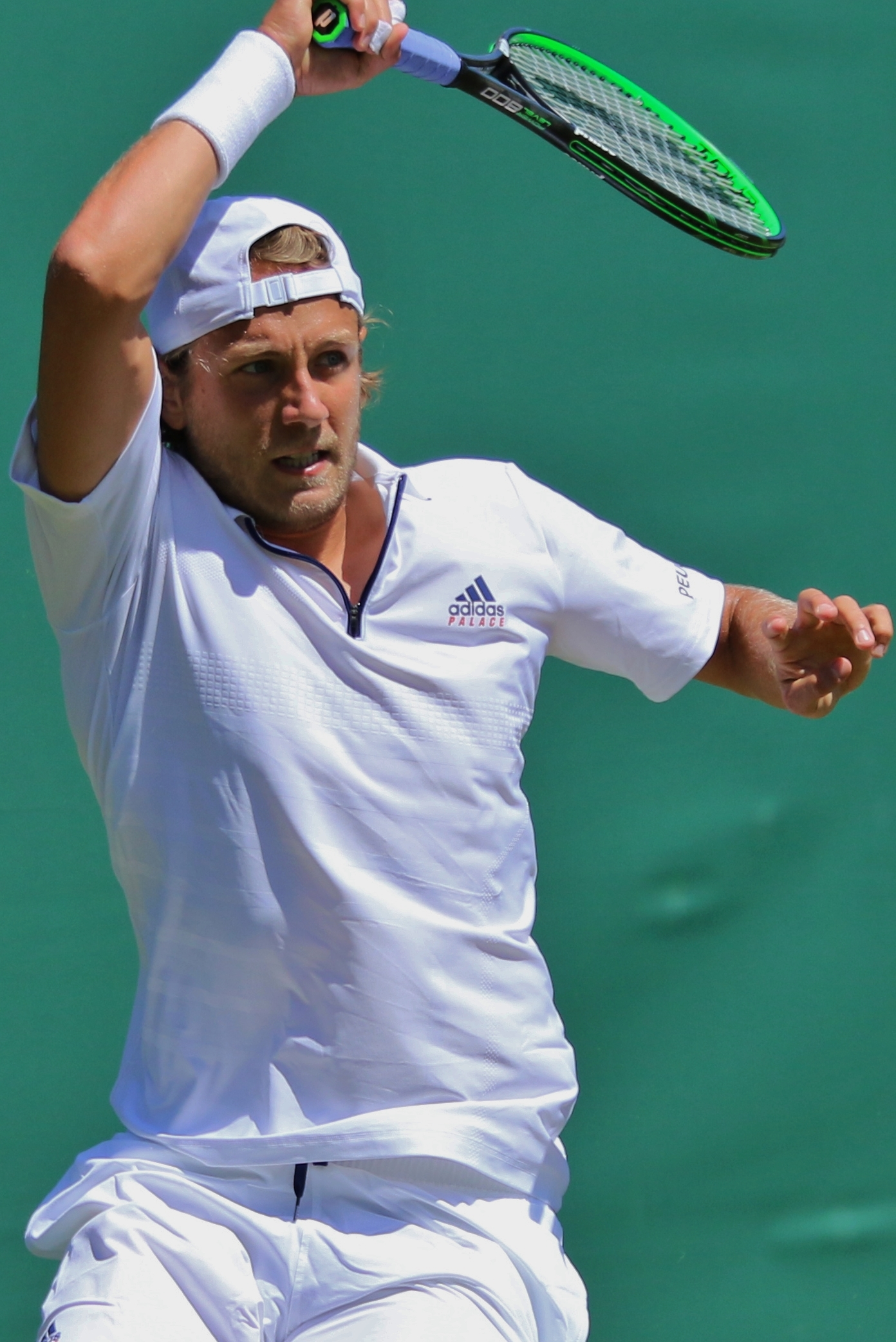
Lucas Pouille a Wimbledon 2018

Inizia il 2018 perdendo per la quinta volta consecutiva al primo turno all'Australian Open. Si riscatta a Montpellier con le vittorie su Benoit Paire e in semifinale su Jo-Wilfried Tsonga, ritiratosi nel secondo set dopo avere avuto due match-point a disposizione. Conquista il quinto titolo ATP battendo in finale 7-6, 6-4 Richard Gasquet. Sconfitto al primo turno a Rotterdam, ritorna in finale a Marsiglia e viene sconfitto da Karen Chačanov in tre set. Al secondo turno di Dubai si prende la rivincita su Chačanov e grazie ai successi su Yūichi Sugita e Filip Krajinović raggiunge la terza finale in meno di un mese. Cede in due set a Roberto Bautista Agut e a fine torneo sale per la prima volta al 12º posto del ranking. Nonostante la sconfitta al primo turno di Indian Wells, a fine torneo Pouille sale al 10º posto della classifica mondiale. Non partecipa al successivo Masters 1000 di Miami ed esce subito dalla top 10.
In aprile vince contro Andreas Seppi e Fabio Fognini entrambi i singolari nella sfida di Coppa Davis contro l'Italia, contribuendo al successo dei francesi per 3-1. La stagione ATP europea sul rosso gli riserva solo delusioni, vince un solo incontro al primo turno degli Internazionali d'Italia, mentre al Roland Garros perde all'esordio contro Chačanov. Sull'erba di Stoccarda, dove è campione uscente, viene sconfitto in semifinale da Milos Raonic e all'ATP 500 di Halle esce al primo turno. Non va oltre il secondo turno a Wimbledon. Un problema alla gamba lo tiene lontano dai campi quasi un mese.

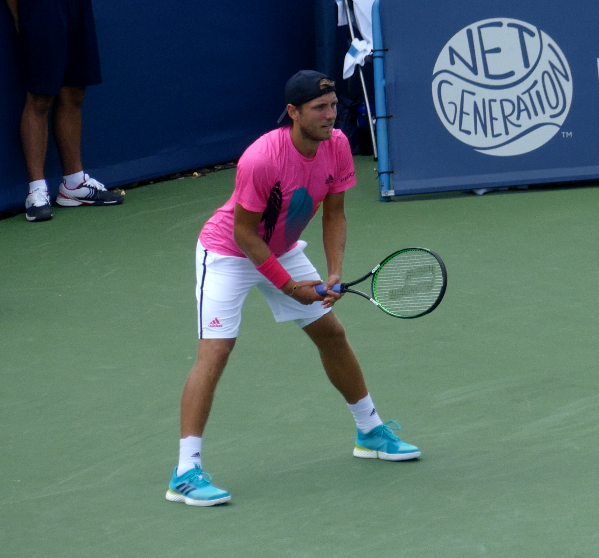
Lucas Pouille al Cincinnati Masters 2018

Rientra per lo swing estivo nordamericano ed esce al secondo turno a Washington e al primo al Masters 1000 di Toronto. Al primo turno del Masters 1000 di Cincinnati sconfigge l'ex n° 1 del mondo, reduce da una lunga convalescenza, per poi arrendersi a Leonardo Mayer. Agli US Open viene eliminato in quattro set al terzo turno da João Sousa. Nella semifinale di Coppa Davis disputata a Lilla contro la Spagna, supera in cinque set Roberto Bautista Agut contribuendo al successo per 3-2 della Francia. Il riacutizzarsi del dolore alla gamba gli impedisce di partecipare allo swing asiatico, rientra dopo un mese di stop ed esce al primo turno a Stoccolma e al secondo a Vienna, dove era campione uscente. Sconfitto al primo turno anche a Parigi-Bercy, nella finale di Coppa Davis contro la Croazia a Lilla, Pouille perde in tre set contro il n° 7 del mondo Marin Čilić il suo incontro di singolare, a risultato ormai acquisito a favore dei croati. Il 6 dicembre 2018 annuncia che sarà Amélie Mauresmo il suo nuovo coach a partire dal 2019. Conclude la stagione al 32° posto del ranking ATP.

### 2019: prima semifinale Slam
Al debutto stagionale a Sydney raccoglie contro Andrej Rublëv soltanto 5 giochi. Dopo cinque eliminazioni su altrettante partecipazioni, supera il primo turno agli Australian Open sconfiggendo in tre set Michail Kukuškin. Nei turni successivi si impone su Maximilian Marterer, Alexei Popyrin, Borna Ćorić e nei quarti su Milos Raonic, successo che spalanca a Pouille le porte della sua prima semifinale in un torneo del Grande Slam. Viene eliminato dal n° 1 del mondo e futuro vincitore del torneo Novak Đoković, che lo sconfigge per 6-0, 6-2, 6-2. Grazie al risultato ottenuto a Melbourne, risale al 17° posto della classifica mondiale. Un problema fisico gli impedisce di partecipare all'ATP 500 di Rotterdam, al rientro subisce cinque sconfitte consecutive a Montpellier, ai Masters 1000 di Indian Wells, Miami e Monte-Carlo e all'ATP 500 di Barcellona.
Torna a vincere un incontro a fine aprile al Challenger di Bordeaux e si aggiudica il primo trofeo Challenger in carriera battendo in finale Mikael Ymer. Al Madrid Open esce al secondo turno per mano di Hubert Hurkacz. Non va oltre il primo turno agli Internazionali d'Italia e il secondo al Roland Garros. Sull'erba di Stoccarda batte al secondo turno il nº 13 ATP Daniil Medvedev e viene poi eliminato da Jan-Lennard Struff. Medvedev si prende la rivincita eliminandolo in tre set al Queen's. A Wimbledon supera Gasquet e Barrere e al terzo turno perde contro il nº 3 del mondo Federer.
Inizia la trasferta sul cemento in America con le eliminazioni al primo turno a Los Lobos e al Masters 1000 di Montreal. Al Cincinnati Open supera Denis Shapovalov e il nº 9 ATP Chačanov, nei quarti oppone resistenza solo nel primo set al nº 1 mondiale e campione uscente Novak Đoković. Ai successivi US Open esce al secondo turno, mentre a Metz perde la semifinale dopo due tie-break contro Jo-Wilfried Tsonga. Inizia la trasferta asiatica von la sconfitta al primo turno a Zhuhai, al successivo ATP 500 di Tokyo dispone con facilità di Hubert Hurkacz e Yoshihito Nishioka e nei quarti raccoglie solo tre giochi contro Đoković. Allo Shanghai Masters viene eliminato al secondo turno da John Isner. Alcuni giorni dopo annuncia che non giocherà i restanti tornei di fine stagione per un infortunio al gomito destro.

### 2020-2021: operazione al gomito e rientro
L'infortunio fa saltare a Pouille anche l'inizio della stagione 2020, non può quindi difendere la semifinale raggiunta nel 2019 agli Australian Open e nel ranking ATP passa dal 24º al 62º posto. Rientra in marzo al Challenger di Indian Wells e perde al primo turno contro il nº 250 ATP Noah Rubin. Sarà l'unico incontro disputato nel 2020, il riacutizzarsi del dolore al gomito lo costringe a una nuova pausa e a sottoporsi a un'operazione nel luglio successivo, In ottobre viene annunciata la fine della collaborazione con Amélie Mauresmo, e inizia la collaborazione con Nicolas Renavand e Thierry Ascione. In quel periodo sembra pronto per tornare in campo, ma risulta positivo al test del COVID-19 e rimanda il rientro al 2021.
Nel gennaio del 2021 ritorna nel circuito a distanza di oltre dieci mesi dall'ultimo incontro; la classifica congelata dall'ATP per la pandemia di COVID-19 gli consente la 74ª posizione nel ranking, entra con la testa di serie nº 1 al Challenger di Quimper I ed esce al primo turno. Vince il primo incontro dopo quasi quattordici mesi al successivo Quimper II e viene eliminato al secondo turno. Rientra nel circuito maggiore a Montpellier e viene subito eliminato da Benjamin Bonzi. Torna a vincere un incontro in un torneo ATP in marzo a Marsiglia, e al secondo turno il nº 5 del mondo Tsitsipas gli concede solo cinque giochi. Al primo turno del Masters di Montecarlo supera in due set il nº 48 ATP Guido Pella; l'ultimo successo su un top 50 risaliva a fine settembre 2019. Sconfigge quindi in tre set Alexei Popyrin e al terzo turno viene eliminato da Alejandro Davidovich Fokina. Dopo cinque sconfitte consecutive, in giugno vince i due incontri di qualificazione al torneo sull'erba di Maiorca e viene eliminato al primo turno nel main draw. Con la sconfitta al primo turno a Wimbledon esce dalla top 100 dopo oltre sei anni di permanenza. Nella seconda parte della stagione non va oltre il secondo turno nei tornei ATP e l'unico risultato di rilievo è la finale raggiunta al Challenger di Cassis, persa contro Benjamin Bonzi. A ottobre scende alla 158ª posizione del ranking, la più bassa dall'ottobre 2014.

### 2022-2023, nuove inattività e crollo nel ranking
Vince solo uno dei primi sette incontri disputati nel 2022 e si riscatta in febbraio a Marsiglia, dove gioca i suoi primi quarti di finale in un torneo ATP dopo quelli disputati a Tokyo nel 2019; supera al primo turno la testa di serie nº 6 Tallon Griekspoor e viene eliminato al terzo turno in tre set dal nº 7 del mondo Andrej Rublëv. Rimane inattivo tra la fine di febbraio e i primi di aprile, quando annuncia di aver scelto come nuovo coach Félix Mantilla. L'unico risultato di rilievo in singolare nei tornei successivi è la vittoria sul nº 26 del ranking Karen Chačanov al primo turno del Madrid Open. In doppio raggiunge la finale al Challenger di Praga. Subisce in singolare 5 sconfitte consecutive al primo turno – tra cui quella al Roland Garros – in seguito si frattura una costola, è vittima di un virus, cade in un periodo di depressione e chiude a giugno la stagione.
Rientra nel gennaio 2023 e disputa solo 3 tornei prima di prendersi una nuova pausa fino ad aprile, e si ferma di nuovo dopo aver giocato altri 3 tornei. Torna alle competizioni a fine maggio quando è 670º nel ranking e supera le qualificazioni al Roland Garros sconfiggendo nel turno decisivo Jurij Rodionov. Torna a vincere un incontro nel circuito maggiore superando al primo turno lo stesso Rodionov, ripescato come lucky loser, e al turno successivo raccoglie solo 7 giochi contro Cameron Norrie. Si ritira al terzo turno di qualificazione al torneo di Wimbledon per un malanno alla schiena. Rimarrà lontano dal circuito fino a settembre, quando fa la sua ultima apparizione stagionale all'Open de Rennes e abbandona nei quarti per un problema agli addominali.

### 2024, terzo turno a Wimbledon, due titoli Challenger e rientro in top 100
Si ripresenta a inizio gennaio del 2024 al Nonthaburi Challenger I e deve nuovamente ritirarsi durante la finale – la prima disputata in singolare dal 2021 – contro Valentin Vacherot. Inizia a giocare con maggiore continuità nei tornei che seguono, si mette in luce all'Indian Wells Open, dove supera le qualificazioni ed elimina poi il nº 53 ATP Daniel Altmaier prima della secca sconfitta subita contro Tsitsipas al secondo turno. Nei successivi tornei ATP non raccoglie altri risultati di rilievo e torna a vincere un torneo dopo cinque anni al Challenger di Mauthausen, sconfiggendo in due set in finale Jozef Kovalík. Eliminato nelle qualificazioni al Roland Garros, raggiunge il terzo turno in doppio assieme a Gregoire Barrere.
Supera invece le qualificazioni a Wimbledon, si spinge poi fino al terzo turno e dà forfait prima di giocare il match, a fine torneo risale alla 150ª posizione nel ranking. Sconfitto al turno decisivo nelle qualificazioni degli US Open, a settembre raggiunge la finale al Challenger 125 Saint-Tropez Open e cede in due set a Gijs Brouwer. Il mese dopo si aggiudica il Challenger 100 di Mouilleron-le-Captif battendo in finale Quentin Halys, mentre al Saint-Brieuc Challenger – ultimo impegno stagionale – perde la finale contro Benjamin Bonzi. Le tre finali giocate consecutivamente gli valgono il rientro nella top 100 dopo oltre tre anni.

### 2025, rottura del tendine di Achille
Eliminato al primo turno degli Australian Open, a febbraio si rompe un tendine di Achille durante la finale del Play In Challenger Lille.

## Statistiche

### Singolare

#### Vittorie (5)
| Legenda              |
| Grande Slam (0)      |
| ATP Finals (0)       |
| ATP Masters 1000 (0) |
| ATP Tour 500 (1)     |
| ATP Tour 250 (4)     |

| N. | Data              | Torneo                          | Superficie  | Avversario in finale | Punteggio        |
| 1. | 25 settembre 2016 | Moselle Open, Metz              | Cemento (i) | Dominic Thiem        | 7–6(5), 6-2      |
| 2. | 30 aprile 2017    | Hungarian Open, Budapest        | Terra rossa | Aljaž Bedene         | 6-3, 6-1         |
| 3. | 18 giugno 2017    | Stuttgart Open, Stoccarda       | Erba        | Feliciano López      | 4-6, 7–6(5), 6-4 |
| 4. | 29 ottobre 2017   | Vienna Open, Vienna             | Cemento (i) | Jo-Wilfried Tsonga   | 6-1, 6-4         |
| 5. | 11 febbraio 2018  | Open Sud de France, Montpellier | Cemento (i) | Richard Gasquet      | 7–6(2), 6-4      |

#### Finali perse (4)
| Legenda              |
| Grande Slam (0)      |
| ATP Finals (0)       |
| ATP Masters 1000 (0) |
| ATP Tour 500 (1)     |
| ATP Tour 250 (3)     |

| N. | Data             | Torneo                            | Superficie  | Avversario in finale  | Punteggio     |
| 1. | 25 aprile 2016   | Romanian Open, Bucarest           | Terra rossa | Fernando Verdasco     | 3-6, 2-6      |
| 2. | 26 febbraio 2017 | Open 13 Provence, Marsiglia (1)   | Cemento (i) | Jo-Wilfried Tsonga    | 4-6, 4-6      |
| 3. | 25 febbraio 2018 | Open 13 Provence, Marsiglia (2)   | Cemento (i) | Karen Khachanov       | 5-7, 6-3, 5-7 |
| 4. | 3 marzo 2018     | Dubai Tennis Championships, Dubai | Cemento     | Roberto Bautista Agut | 3-6, 4-6      |

### Tornei minori

#### Singolare

##### Vittorie (7)
| Legenda tornei minori |
| Challenger (3)        |
| Futures (4)           |

| N. | Data             | Torneo                                                   | Superficie  | Avversario in finale | Punteggio |
| 1. | 11 novembre 2012 | Mexico F13, Mérida                                       | Cemento     | Mathias Bourgue      | 6-4, 6-1  |
| 2. | 18 novembre 2012 | Mexico F14, Mérida                                       | Cemento     | Filip Peliwo         | 6-3, 6-3  |
| 3. | 14 aprile 2013   | Vietnam F3, Ho Chi Minh                                  | Cemento     | Mathias Bourgue      | 7-6, 6-2  |
| 4. | 21 luglio 2013   | Estonia F1, Tallinn                                      | Terra rossa | Ivan Nedel'ko        | 6-2, 6-1  |
| 5. | 5 maggio 2019    | Tournoi International de Bordeaux, Bordeaux              | Terra rossa | Mikael Ymer          | 6-3, 6-3  |
| 6. | 12 maggio 2024   | Danube Upper Austria Open, Mauthausen                    | Terra rossa | Jozef Kovalík        | 6-3, 6-3  |
| 7. | 6 ottobre 2024   | Internationaux de Tennis de Vendée, Mouilleron-le-Captif | Cemento (i) | Quentin Halys        | 6-4, 6-4  |

##### Finali perse (10)
| Legenda tornei minori |
| Challenger (7)        |
| Futures (3)           |

| N.  | Data              | Torneo                                                   | Superficie  | Avversario in finale | Punteggio        |
| 1.  | 20 maggio 2012    | Svezia F3, Båstad                                        | Terra rossa | Timo Nieminen        | 6-2, 5-7, 2-6    |
| 2.  | 30 settembre 2012 | Serbia F14, Sokobanja                                    | Terra rossa | Jozef Kovalík        | 3-6, 7-5, 4-6    |
| 3.  | 31 marzo 2013     | Vietnam F1, Bạc Liêu                                     | Cemento     | Laurent Recouderc    | 6-0, 4-6, 6-7    |
| 4.  | 21 settembre 2014 | Morocco Tennis Tour, Meknès                              | Terra rossa | Kimmer Coppejans     | 6-4, 2-6, 2-6    |
| 5.  | 15 novembre 2015  | Internationaux de Tennis de Vendée, Mouilleron-le-Captif | Cemento     | Benoît Paire         | 4-6, 6-1, 6(7)–7 |
| 6.  | 12 settembre 2021 | Cassis Open Provence, Cassis                             | Cemento     | Benjamin Bonzi       | 6(4)–7, 4-6      |
| 7.  | 6 gennaio 2024    | Nonthaburi Challenger I, Nonthaburi                      | Cemento     | Valentin Vacherot    | 2-3, rit.        |
| 8.  | 22 settembre 2024 | Saint-Tropez Open, Saint-Tropez                          | Cemento     | Gijs Brouwer         | 4-6, 6(2)-7      |
| 9.  | 20 ottobre 2024   | Saint-Brieuc Challenger, Saint-Brieuc                    | Cemento (i) | Benjamin Bonzi       | 2-6, 3-6         |
| 10. | 9 febbraio 2025   | Play In Challenger Lille, Lille                          | Cemento (i) | Arthur Bouquier      | 3-6, 5-3, rit.   |

#### Doppio

##### Finali perse (3)
| Legenda tornei minori |
| Challenger (2)        |
| Futures (1)           |

| N. | Data           | Torneo                                      | Superficie  | Compagno            | Avversario in finale              | Punteggio        |
| 1. | 1º luglio 2012 | France F11, Tolone                          | Terra rossa | Gregoire Barrere    | Olivier Patience Nicolas Renavand | 3-6, 6-4, [8-10] |
| 2. | 18 maggio 2013 | Tournoi International de Bordeaux, Bordeaux | Terra rossa | Serhij Stachovs'kyj | Thiemo de Bakker Robin Haase      | 3-6, 5-7         |
| 3. | 23 aprile 2022 | TK Sparta Praga Challenger, Praga           | Terra rossa | Tristan Lamasine    | Szymon Walków Francisco Cabral    | 2-6, 6(12)–7     |

## Risultati in progressione
| Tornei del Grande Slam |     |     |     |     |     |     |     |     |     |     |     |     |     |       |     |
| Australian Open        | Q2  | 1T  | 1T  | 1T  | 1T  | 1T  | SF  | A   | A   | 1T  | A   | A   | 1T  | 5–7   | 38% |
| Roland Garros          | 2T  | 1T  | 1T  | 2T  | 3T  | 3T  | 2T  | A   | 1T  | 1T  | 2T  | Q1  |     | 8–10  | 44% |
| Wimbledon              | A   | Q1  | 1T  | QF  | 2T  | 2T  | 3T  | ND  | 1T  | A   | Q3  | 3T  |     | 10–6  | 63% |
| US Open                | Q2  | A   | 1T  | QF  | 4T  | 3T  | 2T  | A   | 1T  | A   | A   | Q3  |     | 10-6  | 63% |
| Vittorie-Sconfitte     | 1–1 | 0–2 | 0–4 | 9–4 | 6–4 | 5–4 | 9–4 | 0–0 | 0–3 | 0–2 | 1–1 | 2–0 | 0–1 | 33–30 | 52% |

## Vittorie contro giocatori top 10
| Stagione | 2020 | 2021 | 2022 | 2023 | Totale |
| -------- | ---- | ---- | ---- | ---- | ------ |
| Vittorie | 1    | 0    | 0    | 2    | 3      |

| 2016 |                 |    |                                  |             |    |                            |
| 1.   | David Ferrer    | 8  | Miami Open, Miami                | Cemento     | 3T | 6(1)–7, 7–6(4), 7–5        |
| 2.   | Richard Gasquet | 10 | Monte Carlo Masters, Monte Carlo | Terra rossa | 2T | 4–6, 7–5, 6–1              |
| 3.   | David Ferrer    | 9  | Internazionali d'Italia, Roma    | Terra rossa | 3T | 6–4, 6–1                   |
| 4.   | Rafael Nadal    | 5  | US Open, New York                | Cemento     | 4T | 6–1, 2–6, 6–4, 3–6, 7–6(6) |
| 5.   | Dominic Thiem   | 10 | Moselle Open, Metz               | Cemento (i) | F  | 7–6(5), 6–2                |
| 2019 |                 |    |                                  |             |    |                            |
| 6.   | Karen Chačanov  | 9  | Cincinnati Open, Cincinnati      | Cemento     | 3T | 6(3)–7, 6–4, 6–2           |